# Minteronemia
Minteronemia is een geslacht van Phasmatodea uit de familie Heteronemiidae. De wetenschappelijke naam van dit geslacht is voor het eerst geldig gepubliceerd in 2004 door Zompro.

## Soorten
Het geslacht Minteronemia omvat de volgende soorten:
- Minteronemia filiformia Zompro, 2004
- Minteronemia longitarsa Zompro, 2004